# (9843) Braidwood
(9843) Braidwood est un astéroïde de la ceinture principale.

## Description
(9843) Braidwood est un astéroïde de la ceinture principale. Il fut découvert le 4 janvier 1989 à Siding Spring par Robert H. McNaught. Il présente une orbite caractérisée par un demi-grand axe de 2,26 UA, une excentricité de 0,08 et une inclinaison de 5,1° par rapport à l'écliptique.

## Compléments